# Lacul Berryessa
Lacul Berryessa este cel mai mare lac de acumulare din districtul Napa⁠(d), California și unul dintre cele mai mari lacuri artificiale din Statele Unite ale Americii. Acesta se găsește în Munții Vaca⁠(d) și a fost creat prin construcția barajului Monticello Dam⁠(d) pe râul Putah Creek⁠(d) în anii 1950. De-a lungul anilor, acest lac a devenit o sursă importantă de apă potabilă și energie hidroelectrică pentru regiunea North Bay⁠(d) din zona Golfului San Francisco.
Rezervorul a primit numele de la primii coloniști europeni din Valea Berryessa, José Jesús și Sexto "Sisto" Berrelleza. Acești coloniști au primit Rancho Las Putas în 1843 și au fost printre primii care și-au stabilit locuințele în această zonă. Numele de familie Berrelleza este de origine bască și a fost anglicizat inițial în "Berreyesa", apoi resfințit mai târziu în "Berryessa".

## Geografie

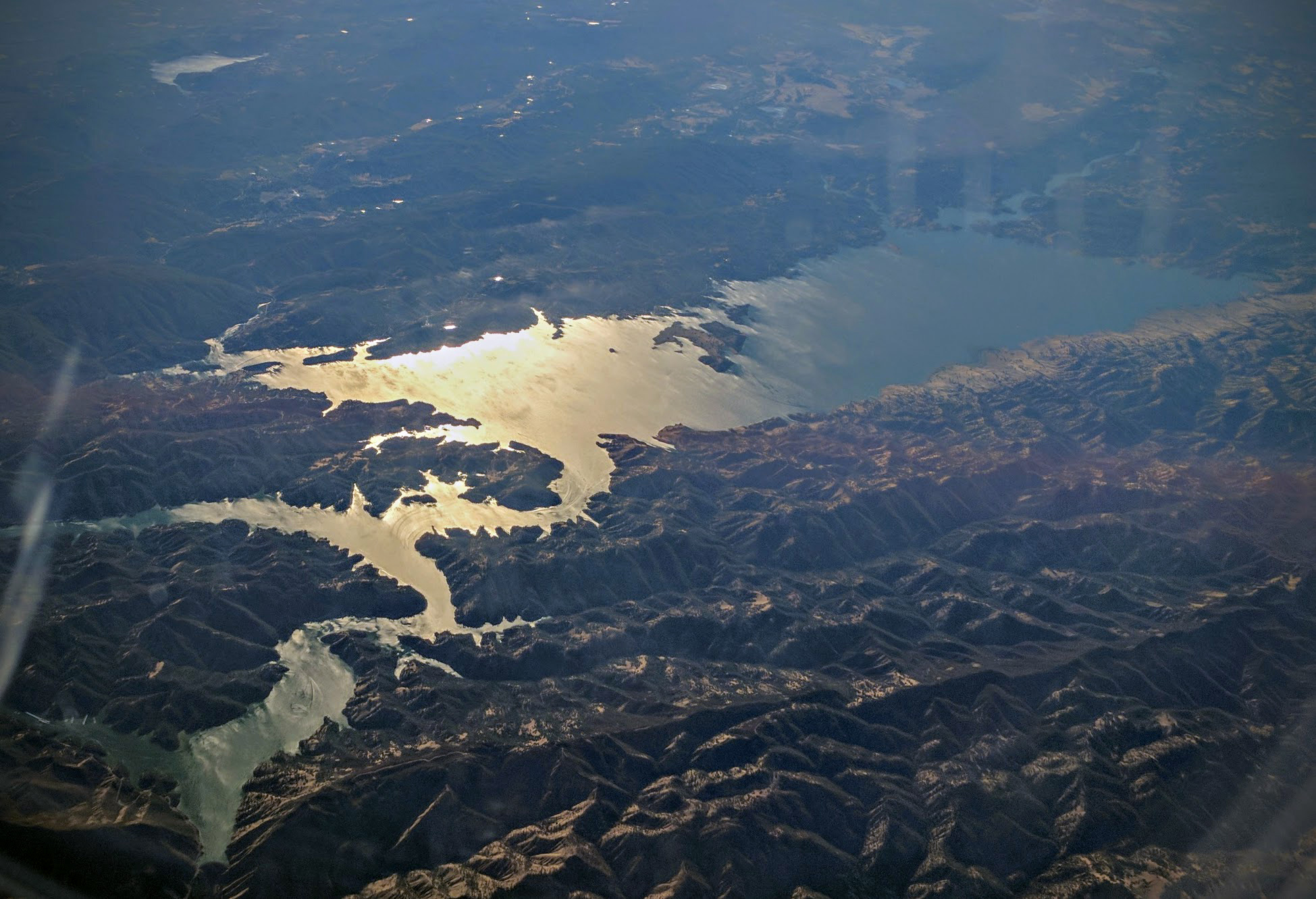
Vedere aeriană a lacului Berryessa

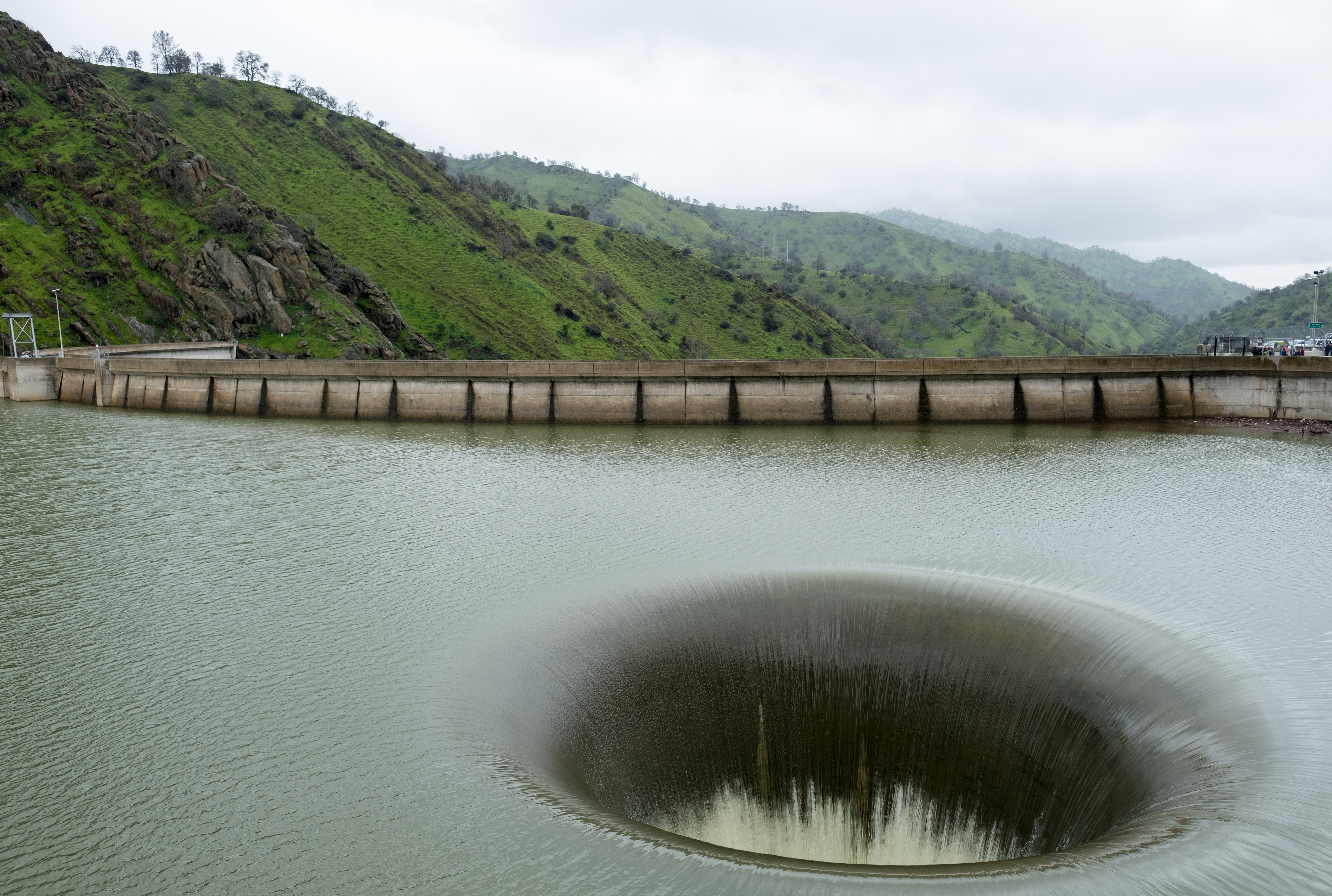
Deversorul de la barajul Monticello, lacul Berryessa, 19 februarie 2017

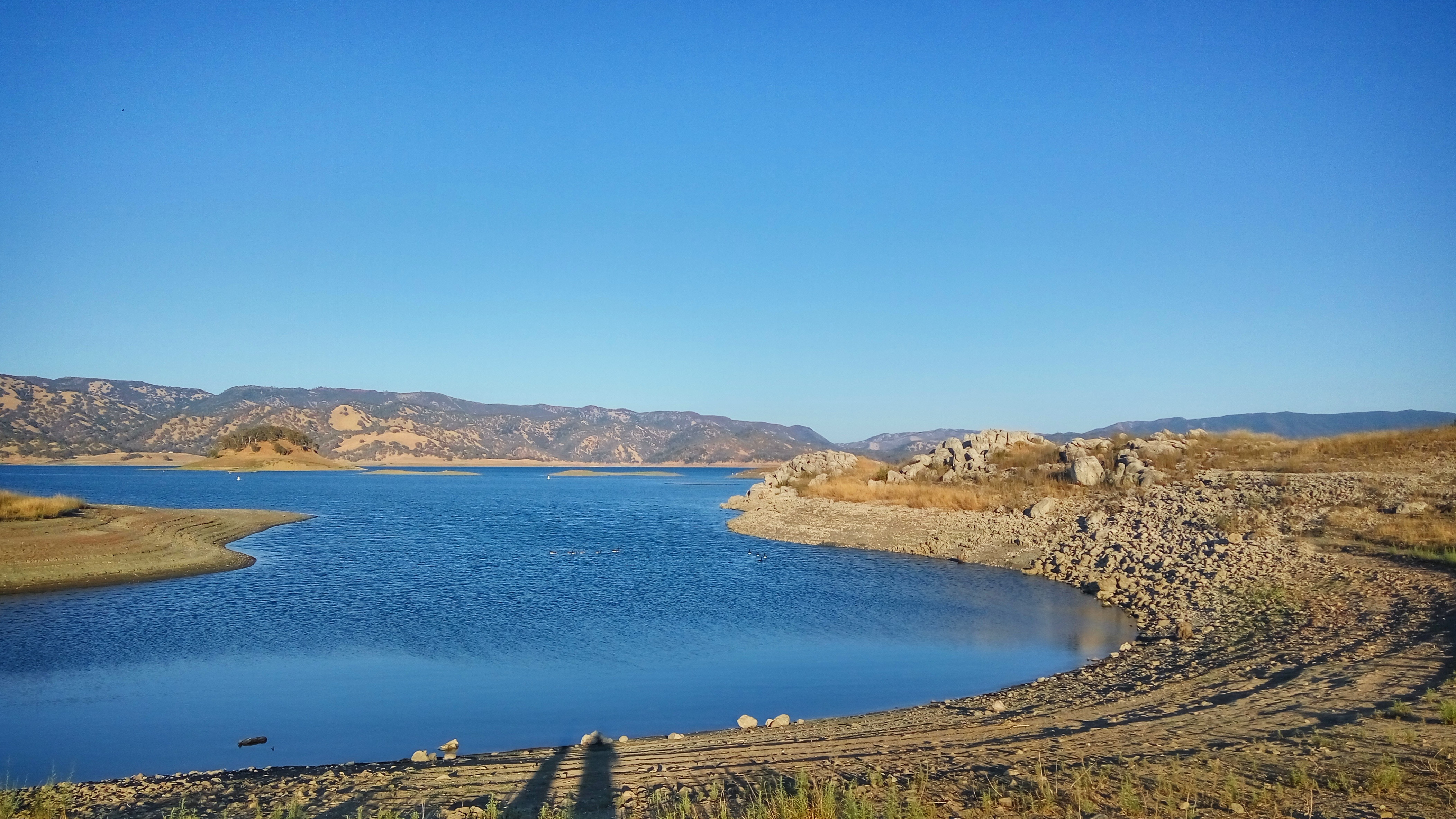
O vedere a lacului Berryessa

Lacul Berryessa acoperă o suprafață de peste 8.100 de hectare atunci când este plin și are o lungime de aproximativ 25 de kilometri și o lățime de 5 kilometri. Are aproximativ 265 de kilometri de litoral.
În partea de sud-est a rezervorului, lângă baraj, se află un deversor impresionant, în formă de gură de clopot, numit Glory Hole, cu un diametru de 22 de metri. Conducta are o cădere liberă de 61 metri și diametrul se micșorează la aproximativ 8,5 metri. Deversorul are o capacitate maximă de 1.360 de metri cubi pe secundă. Acesta funcționează atunci când nivelul apei din rezervor atinge nivelul maxim și există un exces de apă în acesta. În 2017, după ploi abundente, deversorul a început să curgă pentru prima dată din 2006. Acesta a început să curgă din nou în 2019, după alte ploi abundente.

## Geologie
Lacul Berryessa se află într-o zonă geologică activă și este înconjurat de diverse forme de relief, inclusiv dealuri, văi și faleze. Una dintre acestea este falia activă Green Valley, care este paralelă cu lacul și se află pe dealurile din vest. Această falie este cunoscută pentru activitatea seismică și este una dintre numeroasele falii care traversează regiunea. Aceasta a fost asociată cu cutremure majore care au avut loc în trecut în zona Golfului San Francisco și continuă să fie monitorizată de către geologi și seismologi pentru a detecta eventuale semne de activitate seismică. Din acest motiv, zona din jurul lacului Berryessa este considerată a fi una dintre cele mai active din punct de vedere seismic din California.

## Istorie
Înainte de colonizarea americană, zona din jurul lacului Berryessa era locuită de tribul Pomo, care trăia din agricultură și vânătoare. Solul din această regiune era considerat unul dintre cele mai fertile din țară, ceea ce a făcut ca această zonă să fie atractivă pentru coloniști.
Descoperirea aurului în munții Sierra Nevada a dus la un aflux de oameni în zona centrală a văii, iar comunitățile din comitatul Solano au început să se dezvolte rapid în timpul goanei după aur. Odată cu creșterea populației, s-a simțit nevoia de mai multă apă, iar în jurul anilor 1940, Consiliul de supraveghere al comitatului Solano a înființat Consiliul de apă al comitatului Solano pentru a căuta cea mai bună soluție pentru dezvoltarea unui proiect de apă. Astfel, a fost construit barajul Monticello și lacul Berryessa.
Interesul pentru construirea barajului Monticello pe râul Putah Creek a început încă din anii 1900, când câteva orașe din zona Golfului San Francisco au angajat trei ingineri pentru a studia posibilitatea construirii unui astfel de baraj. Deși interesul lor inițial s-a evaporat rapid, zona a continuat să atragă interesul în decursul timpului. În cele din urmă, Consiliul de Apă Solano a decis să se concentreze pe această zonă și să construiască barajul Monticello pe râul Putah Creek, la Devil's Gate, după ce alte proiecte mai complexe au fost considerate infezabile.
Principalul oraș din vale, Monticello, a fost abandonat pentru a face loc construcției barajului Monticello și lacului Berryessa. Această decizie a fost una controversată și a fost documentată de fotografi celebri precum Dorothea Lange și Pirkle Jones, în lucrarea lor intitulată "Death of a Valley", publicată în revista Aperture în 1960.
Mulți oameni erau sceptici cu privire la construirea barajului și la posibilitatea de a umple lacul Berryessa. Cu toate acestea, construcția barajului Monticello a început în 1953 și a fost finalizată în 1958. Lacul s-a umplut până în 1963, creând ceea ce era la acea vreme al doilea cel mai mare lac de acumulare din California, după lacul Shasta.
În timpul construcției, locuitorii din Monticello s-au opus proiectului Solano și guvernului, dar nu au avut succes. Oamenii și-au abandonat casele, iar cimitirul din Monticello a trebuit să fie mutat. Fermierii din Monticello au fost evacuați, iar terenurile lor fertile au fost inundate și distruse.
La câțiva ani după finalizarea barajului Monticello și a lacului Berryessa, guvernatorul Edmund G. Brown a propus un nou proiect numit "Proiectul Greater Berryessa". Acesta a fost conceput ca fiind un proiect mult mai mare decât cel anterior, care ar fi implicat construirea unui baraj și mai mare, de 182 de metri înălțime, capabil să rețină o cantitate de apă de zece ori mai mare decât cea reținută în lacul Berryessa de astăzi. Acest nou baraj ar fi extins lacul la o dimensiune de trei ori mai mare decât cea actuală, inundând terenuri agricole productive din zonă.
Scopul principal al proiectului era stocarea apei din nordul Californiei pentru a fi folosită în unele părți din sudul statului. Cu toate acestea, proiectul a fost întâmpinat cu opoziție puternică din partea comunităților locale și a organizațiilor de mediu, care s-au opus distrugerii unor terenuri agricole și a unor habitate naturale importante. În cele din urmă, proiectul nu a fost realizat, iar zona rămâne o destinație populară pentru activități recreative și un important furnizor de apă și energie hidroelectrică pentru regiunea Golfului San Francisco.

## Activități recreative
Lacul Berryessa este o destinație populară pentru activități recreative, inclusiv pescuit, schi nautic, jet ski, plimbări cu barca de agrement, caiac și canoe, drumeții, ciclism rutier, ciclism de agrement cu motocicleta, observarea vieții sălbatice, picnic și înot.
De asemenea, există o bază de hidroavioane pe suprafața lacului, care este utilizată pentru aterizări de hidroavioane și pentru stropire. În perioada septembrie 2011 - septembrie 2012, au fost raportate aproximativ 200 de operațiuni cu hidroavioane în zonă.
Zona din jurul lacului Berryessa oferă numeroase posibilități de explorare a naturii și de observare a vieții sălbatice. Există multe trasee de drumeție și ciclism, care oferă vederi impresionante ale lacului și ale văii din jurul său. Observarea păsărilor este, de asemenea, o activitate populară, deoarece zona este locuită de o varietate de specii de păsări, inclusiv vulturi și păsări de pradă.
În general, lacul Berryessa este o destinație populară pentru cei care caută o escapadă în natură, dar și pentru cei pasionați de sporturi acvatice și de alte activități recreative.

### Pescuitul
Pescuitul la Lacul Berryessa este o activitate populară pe tot parcursul anului, deoarece lacul găzduiește o varietate de specii de pești de apă caldă și rece. Speciile de pești includ bibanul cu gură mare, bibanul cu gură mică, bibanul pătat, somnul de canal, somnul cu cap de taur, somnul alb, crapul, Sacramento pikeminnow, crappie, bluegill, păstrăvul curcubeu, păstrăvul brun și de pârâu, Kokanee și somonul Chinook.
Pescuitul poate fi practicat într-o varietate de moduri, de la tehnici de finețe la pescuitul la copcă în adâncime. Bibanul și somonul sunt cele mai populare specii pentru pescuit sportiv, în timp ce crapul alb și negru, somnul și peștele pisică sunt mai degrabă pentru pescuit recreativ și pentru începători.
Lacul Berryessa susține și alte organisme acvatice, cum ar fi racii, scoicile și vidrele. Cu toate acestea, din cauza nivelurilor ridicate de mercur găsite în peștii din lac, OEHHA a emis o recomandare pentru consumul sigur al oricărui pește capturat în lac. Nivelurile de mercur sunt în creștere, iar păstrăvii sunt cea mai bună opțiune pentru consum la Berryessa în acest moment.
Reglementările de pescuit sunt în acord cu reglementările standard ale California Department of Fish and Wildlife. În plus, există turnee de pescuit programate pe parcursul a nouă din cele douăsprezece luni din an pentru biban.

## Flora și fauna

#### În zona Lacului Berryessa se pot observa multe alte specii de animale sălbatice, printre care:
- Ursul negru american (Ursus americanus)
- Coyote (Canis latrans)
- Lupul (Canis lupus)
- Vidra de râu (Lontra canadensis)
- Hrana (Mephitis mephitis)
- Veverița (Sciurus spp.)
- Dihorul (Taxidea taxus)
- Jderul (Martes spp.)
- Veverița de copac (Glaucomys spp.)
- Veverița zburătoare (Aeromys spp.)
- Iepurele sălbatic (Lepus spp.)
- Puma (Puma concolor)
- Vulturul cu cap alb (Haliaeetus leucocephalus)
- Vulturul pescar (Pandion haliaetus)
- Șopârla cu coadă scurtă (Sceloporus spp.)
- Șopârla cu corn (Phrynosoma spp.)
- Șarpele cu clopoței (Crotalus spp.)
- Șarpele cu guler (Thamnophis spp.)
- Șarpele cu corn (Pituophis spp.)
- Șarpele cu ochelari (Crotalus oreganus)

#### Printre plantele de interes din zonă se numără
- Chiparosul sergent (Cupressus sargentii)
- Arinul alb (Alnus rhombifolia)
- Stejarul de piele (Quercus durata)
- Navarretia lui Jepson (Navarretia jepsonii)
- Brodiaea lui Bridge (Brodiaea insignis)
- Salcie (Salix spp.)
- Cedru de munte (Libocedrus decurrens)
- Sălcie de apă (Salix laevigata)
- Ceanothus (Ceanothus spp.)
- Stejar negru (Quercus kelloggii)
- Lupin (Lupinus spp.)
- Arbutus de pământ (Arctostaphylos spp.)
- Iarbă de bivol (Bromus carinatus)
- Păiuș (Festuca spp.)
- Mușchi (Bryophyta)

## Crima din 1969
Lacul Berryessa a fost locul uneia dintre crimele Zodiacului din 1969. În seara zilei de 27 septembrie, doi studenți, Bryan Hartnell și Cecelia Shepard, se aflau la picnic pe o mică insulă legată de Twin Oak Ridge printr-o spiță de nisip. Un bărbat cu o cagulă neagră de tip călău, ochelari de soare cu clips și un dispozitiv asemănător unei babe pe piept, purtând un simbol alb în formă de cerc încrucișat de 76 pe 76 mm (3 pe 3 inch), s-a apropiat de ei cu un pistol. Bărbatul a pretins că este un deținut evadat din Montana și i-a legat cu bucăți de frânghie de plastic pretăiate. Ucigașul a înjunghiat apoi amândoi studenții în mod repetat și a fugit. Shepard a murit la spital, iar Hartnell a supraviețuit.
Criminalul a sunat la biroul șerifului din comitatul Napa pentru a raporta crima și a lăsat un simbol în formă de cerc încrucișat pe portiera mașinii lui Hartnell cu un stilou negru și cu informații despre crimele anterioare. Detectivii au reușit să ridice o amprentă palmară încă umedă de pe telefonul public folosit de criminal, dar nu au reușit niciodată să o potrivească cu vreun suspect.
Detectivul Ken Narlow, șeriful comitatului Napa, a lucrat la rezolvarea crimei până la retragerea sa din departament, în 1987. Cu toate acestea, identitatea ucigașului Zodiac rămâne necunoscută și cazul rămâne neclarificat.